# Franz von Rinecker
Franz von Rinecker (ur. 3 stycznia 1811 w Scheßlitz, zm. 21 lutego 1883 w Würzburgu) – niemiecki lekarz pediatra, farmakolog, dermatolog, internista, psychiatra; profesor Uniwersytetu Juliusza i Maksymiliana w Würzburgu.

## Życiorys
Syn Heinricha Gallusa von Rineckera (1772–1852) i Josephine von Stengel. Po ukończeniu gimnazjów w Bambergu i Monachium, w wieku zaledwie 15 lat, rozpoczął studia medyczne na Uniwersytecie Ludwika i Maksymiliana w Monachium oraz Uniwersytecie Juliusza i Maksymiliana w Würzburgu. Studia ukończył w 1830 roku.
W 1831 roku ochotniczo służył jako lekarz polowy w randze majora w 10 Pułku Piechoty Liniowej, był ranny pod Warszawą i przez krótki czas przebywał w rosyjskiej niewoli. Został odznaczony Orderem Virtuti Militari.
Specjalizował się w farmakologii, dermatologii i pediatrii. W Wiedniu uczył się patologii u Carla von Rokitansky’ego. Po powrocie do Würzburga w 1834 roku został asystentem Carla Friedricha Marcusa w Juliusspital i ordynatorem kliniki chirurgicznej, w 1836 roku habilitował się w dziedzinie chorób wewnętrznych i został docentem prywatnym. W 1837 roku został mianowany profesorem nadzwyczajnym, a w 1838 roku profesorem zwyczajnym farmakognozji na würzburskim uniwersytecie. W 1850 roku założył pierwszą na świecie klinikę chorób dziecięcych. Od 1863 roku kierował kliniką psychiatrii Juliusspital w Würzburgu, a od 1872 roku kliniką chorób skórnych i kiły.
Dwukrotnie przewodniczył senatowi uczelni, sześciokrotnie wybierano go na dziekana i dwukrotnie (w 1845 i 1866) na rektora uniwersytetu.
Do jego uczniów należeli Ernst Haeckel, Franz Leydig, Carl Gerhardt, Franz Kiwisch, Albert von Kölliker, Friedrich von Recklinghausen, Rudolf Virchow, Rudolf Boehm, Friedrich Jolly, Hubert von Grashey, Sigbert Ganser i Emil Kraepelin.
W 1843 roku ożenił się z wdową Marią Magdaleną Josephą Krätzer-Mayer z Moguncji; mieli dwie córki, Sophie (1845–1880), zamężną za Jakobem de Ahna, i Therese (1848–1880), zamężną za lekarzem Andreasem Rosenbergerem (1847–1915).
Zmarł w 1883 roku w Würzburgu, pochowany jest w rodzinnym grobowcu na cmentarzu katolickim w Moguncji.
Był kawalerem bawarskiego Orderu św. Michała (1850), tajnym radcą (1880), honorowym członkiem Société médicale allemande de Paris. Od 1890 roku władze Uniwersytetu Juliusza i Maksymiliana w Würzburgu przyznają medal jego imienia: Rinecker-Medaille. W Monachium upamiętnia go ulica Franz-von-Rinecker-Straße.

## Wybrane prace
- Die Entzündung der Gefäß-, Nerven- und Glashaut des Auges und ihrer Ausgänge. Würzburg, 1834
- Über d. Krankenkonstitution d. J. 1835, beobachtet im Juliushospitale zu Würzburg, 1836
- Über akad. Studium u. akad. Leben, 1846
- Medicinische Statistik der poliklinischen Anstalt an der Universität zu Würzburg in ihrem vierten Decennium 1837–47. Würzburg, 1848
- Ueber das Verhältniss des Typhus zur Intermittens, 1852
- Ueber die Ansteckungsfähigkeit der constitutionellen Syphilis, 1852
- Ueber Kinderlähmung, 1871
- Ueber subcutane Injectionen bei Geisteskranken, 1877
- Ueber Vaccinations Syphilis. Vrtljschr. f. Dermat. 5, s. 259–268, 1878
- Ueber Scrofulose und Syphilis. Sitzungsb. d. phys-med. Gesellsch. zu Würzb., s. 22–24, 1881
- Vorstellung eines mikrocephalen Mädchens, 1881
- Ein 10jähriges mikrocephales Mädchen, 1881
- Ueber Pityriasis rubra, 1882
- Ueber die Wirkung gebrochener Dosen von Chloralhydrat bei Aufregungszuständen, 1883
- Zusammenstellung von fünfzig Fällen von Zutagebeförderung des nachfolgenden Schädels nach der Wigand-Martin’schen Methode, 1892